# Leskia erevanica
Leskia erevanica är en tvåvingeart som beskrevs av Richter 1974. Leskia erevanica ingår i släktet Leskia och familjen parasitflugor. Inga underarter finns listade i Catalogue of Life.